# Giorgia Sinicorni
Giorgia Sinicorni (Milano, 26 novembre 1983) è un'attrice italiana.

## Biografia
Lavora come attrice teatrale, cinematografica e televisiva in Italia e all'estero. Inizia a formarsi come attrice a 16 anni con Claudia Negrin a Milano, poi si diploma alla Scuola di Teatro Colli di Bologna e continua la sua formazione con vari insegnanti tra cui Tom Radcliffe con cui si forma dal 2016 sulla tecnica Meisner (Giorgia è attualmente la sola attrice che Tom Radcliffe ha autorizzato a trasmettere la tecnica Meisner   in Italia e Francia) 
Ha iniziato in teatro con Carlo Giuffré e Gabriele Lavia. Nel 2010-2012 ha prodotto e recitato Bash: Latter-Day Plays, un testo di Neil LaBute con la regia di Leonarda Imbornone.
Nel 2018 porta in Italia lo spettacolo francese Comment épouser un milliardaire che è andato in scena al Teatro Franco Parenti di Milano ricevendo grande successo di critica. Per lo schermo ha lavorato tra gli altri con Gabriele Muccino, Pupi Avati, Gianluca Maria Tavarelli, Giulio Manfredonia e i Manetti Bros..
In Germania nel 2016 è coprotagonista nel film Outside the Box del tedesco Philip Koch.
Dal 2016  è una delle protagoniste della serie di fantascienza europea in 3 stagioni, diretta da Julien Lacombe, Missions trasmessa in tutto il mondo.
Si è laureata in Scienze della comunicazione a Bologna con una tesi sulla semiotica delle nuove tecnologie nello spettacolo contemporaneo.

## Filmografia

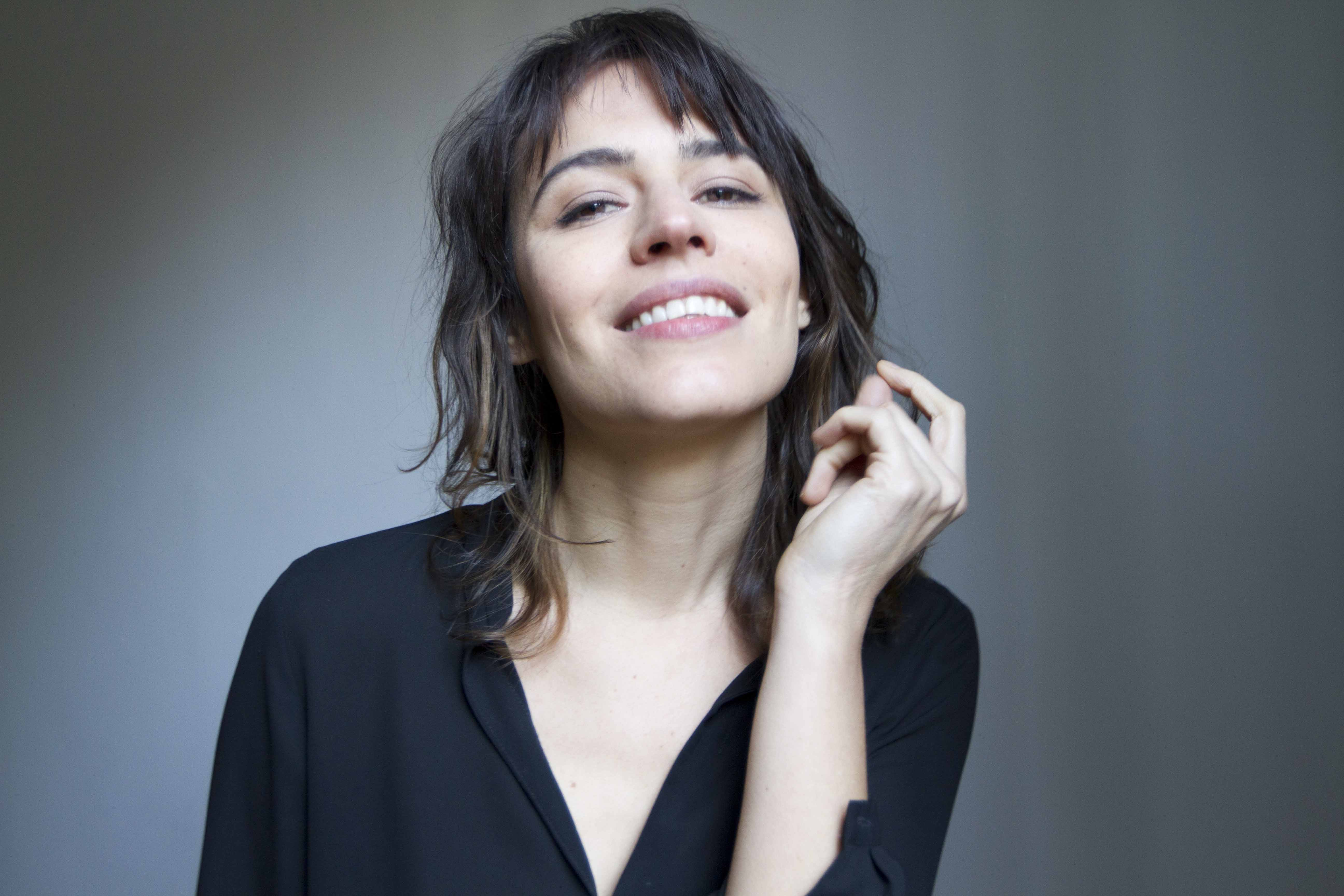
Giorgia Sinicorni nel 2015

### Cinema
- Baciami ancora, regia di Gabriele Muccino (2009)
- Tulpa - Perdizioni mortali, regia di Federico Zampaglione (2011)
- Pauline Detective, regia di Marc Fitoussi (2011)
- Canepazzo, regia di David Petrucci (2012)
- Come il vento, regia di Marco Simon Puccioni (2013)
- L'Héritière, regia di Alain Tasma (2014)
- The Lack, regia di Masbedo (2015)
- Outside the Box, regia di Philip Koch (2015)
- Béatrice, regia di Rinatu Frassat (2018)
- Alone, regia di Mathias Chelebourg e Raphael Penasa (2019)
- Odissea nell’ospizio, regia di Jerry Calà (2019)
- The Perfect Escape, regia di Cristina Jacob (2021)

### Televisione
- La strana coppia – serie TV (2006)
- Don Matteo – serie TV (2009)
- L'ispettore Coliandro – serie TV, 4 episodi (2006-2009)
- Affari di famiglia – serie TV (2008)
- Nemici amici, regia di Giulio Manfredonia – miniserie TV (2009)
- I Cesaroni – serie TV, 5 episodi (2010)
- R.I.S. Roma 2 - Delitti imperfetti – serie TV, episodio 2x04 (2011)
- Rex – serie TV, episodio 5x08 (2012)
- Il Giovane Montalbano – serie TV, episodio 1x05 (2012)
- Squadra antimafia - Palermo oggi – serie TV, episodi 4x07-4x10 (2012)
- Un matrimonio, regia di Pupi Avati – miniserie TV (2012)
- Fuoco amico TF45 - Eroe per amore – serie TV (2016)
- Missions – serie TV, 25 episodi (2016-2021)
- Mentre ero via, regia di Michele Soavi – miniserie TV, 3 puntate (2019)
- M - Il figlio del secolo, regia di Joe Wright – miniserie TV, 3 puntate (2025)
- Le onde del passato, regia di Giulio Manfredonia – serie TV, episodi 1-4 (2025)

### Cortometraggi
- Musica per i miei occhi, regia di Lidia Vitale (2009)
- Dall'altra parte della strada, regia di Filippo Ticozzi (2009)
- La prima volta, regia di Orazio Guarino (2011)
- La promotion, regia di Manu Joucla (2011)
- Les meutes, regia di Manuel Schapira (2011)
- Bibliothèque, regia di Alessandro Zizzo (2013)
- Halina, regia di Francesco Ricci Lotteringi e Neri Ricci Lotteringi (2014)
- Allegro ma non troppo, regia di Alissa Wenz (2014)
- Walter, regia di Franzo Curcio (2017)
- Riccardo che rimbalzò sulle stelle, regia di Lana Vlady (2019)

## Teatro
- Come sposare un miliardario, ovvero il capitalismo spiegato da una donna di Audrey Vernon,  adattamento di Giorgia Sinicorni, regia di Mikael Chirinian e Carla bianchi (versione italiana).
- Gabriele D'annunzio, tra amori e battaglie di Edoardo Sylos Labini e Francesco Sala, regia di Francesco Sala (2013-2014)
- The Women di Clare Boothe Luce, regia di Carlotta Corradi
- Bash: Latter-Day Plays di Neil LaBute, regia di Leonarda Imbornone[3]
- Macbeth di William Shakespeare, regia di Gabriele Lavia
- Il sindaco del rione Sanità di Eduardo De Filippo, regia di Carlo Giuffré[4]